# Carlos Romero Herrera
José Carlos Romero Herrera (ur. 1941 w Fuentesaúco) – hiszpański polityk i urzędnik państwowy, parlamentarzysta, w latach 1982–1991 minister rolnictwa, rybołówstwa i żywności.

## Życiorys
Kształcił się na uniwersytetach w Madrycie i Paryżu, doktoryzując się w zakresie socjologii. Pracował jako urzędnik państwowych w ministerstwach rolnictwa i gospodarki. Zaangażował się w działalność polityczną w ramach Hiszpańskiej Socjalistycznej Partii Robotniczej (PSOE). W grudniu 1982 premier Felipe González powierzył mu stanowisko ministra rolnictwa, rybołówstwa i żywności. Urząd ten sprawował do marca 1991. W latach 1986–1993 przez dwie kadencje wykonywał mandat posła do Kongresu Deputowanych z prowincji Zamora.